# Петима братя
„Петима братя“ (на турски: Beş Kardeş) е турски сериал, премиерно излъчен през 2015 г.

## Актьорски състав
- Серкан Кескин – Сайт
- Осман Сонант – Орхан
- Тансу Бичер – Тургут
- Надир Саръбаджак – Назъм
- Фатих Артман – Азиз
- Мелиса Сьозен – Фахрие
- Нихал Ялчън – Джанан
- Сердар Орчин – Кудрет
- Едже Диздар – Шевал
- Мевре Атеш – Мелике
- Ерен Шахин – Бирол
- Айшен Груда – Мукадер
- Кьоксал Енгюр – Осман

## В България
В България сериалът започва на 17 август 2020 г. по TDC и завършва на 2 октомври. Дублажът е записан в студио „Медиа Линк“. Ролите се озвучават от Петя Миладинова, Яница Митева, Александър Воронов, Иван Танев и Момчил Степанов.